# SS Shalom
El SS Shalom fue una combinación de transatlántico y crucero construido en 1964 por Chantiers de l'Atlantique de St. Nazaire (Francia), para ZIM Lines de Israel, para el servicio transatlántico de Haifa a Nueva York.
El 26 de noviembre de 1964, el SS Shalom embistió accidentalmente al petrolero noruego Stolt Dagali en las afueras de Nueva York, con el resultado de la pérdida de diecinueve tripulantes del Stolt Dagali y daños en la popa del petrolero.
En 1967, el SS Shalom fue vendido a la German Atlantic Line, convirtiéndose en su segundo SS Hanseatic. Posteriormente prestó servicio como SS Doric para Home Lines, SS Royal Odyssey para Royal Cruise Line y SS Regent Sun para Regency Cruises. El buque fue inmovilizado en 1995 tras la quiebra de Regency Cruises. Se hicieron numerosos intentos para volver a ponerlo en servicio, pero ninguno tuvo éxito.
El 26 de julio de 2001 se hundió en las afueras del cabo de San Francisco (Sudáfrica), cuando se dirigía a la India para ser desguazado.

## Hundimiento

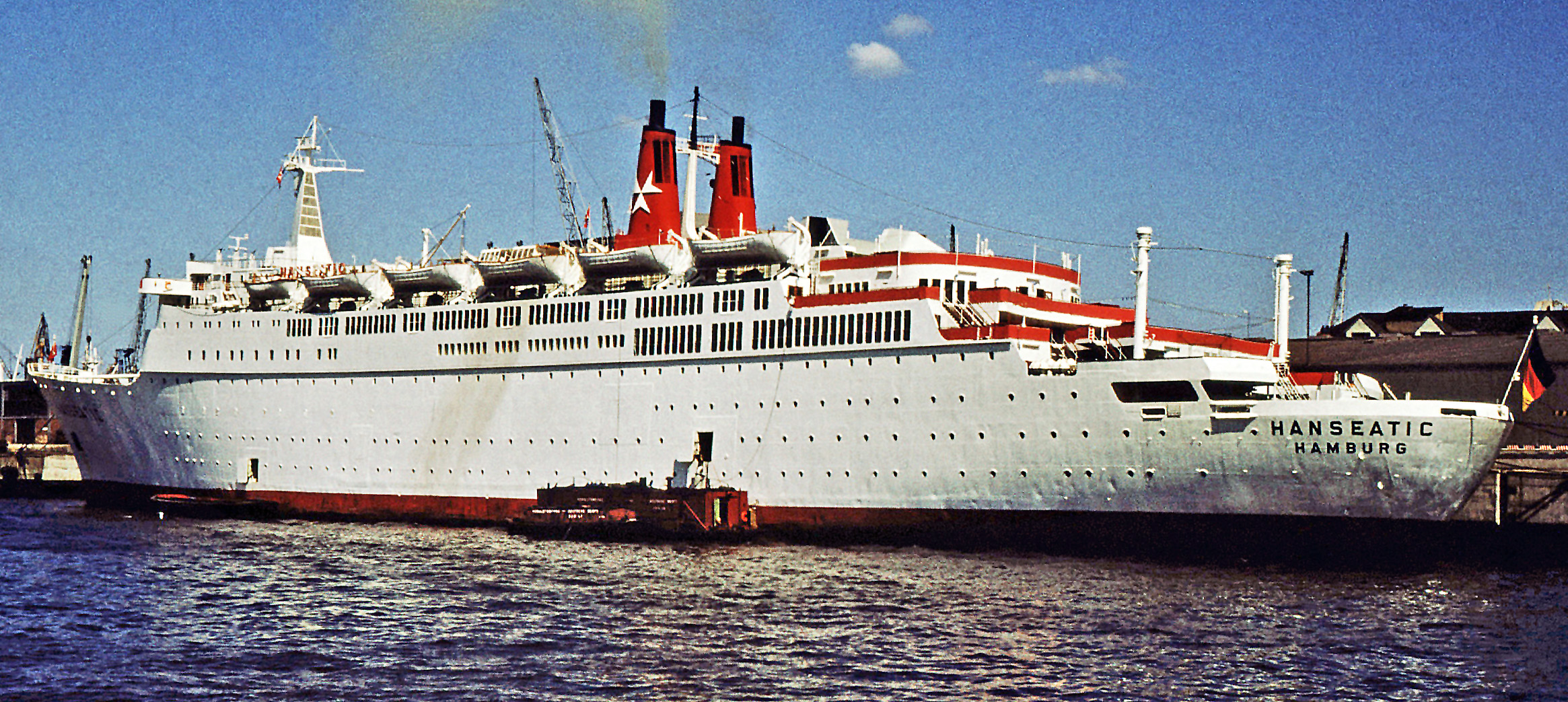
El Hanseatic en 1973.

En el año 2000, International Shipping Partners comenzó a reconstruir el Sun 11 para convertirlo en un buque hotel, con el nuevo nombre de Canyon Ranch at Sea, pero este plan también fracasó y en 2001 el Sun 11 fue vendido a desguazadores indios. 
El 25 de julio de 2001, mientras se dirigía remolcado a la India para su desguace, el Sun 11 empezó a hacer agua fuera de las aguas territoriales sudafricanas. Las autoridades sudafricanas prohibieron al buque entrar en aguas sudafricanas y el 26 de julio se hundió frente al cabo de San Francisco.